# Marek Twardowski
Pour les articles homonymes, voir Twardowski.
Marek Twardowski (6 octobre 1979 à Białystok) est un kayakiste polonais pratiquant la course en ligne.

## Biographie
Pour les Jeux olympiques de 2008, Marek Twardowski est porte-drapeau de la délégation polonaise.

## Palmarès

### Jeux olympiques
- 2008 à Pékin (Chine)
  - participation aux K-1 500 m, K-2 500 m et K-4 1 000 m
- 2004 à Athènes (Grèce)
  - participation au K-2 500 m
- 2000 à Sydney (Australie)
  - participation aux K-2 500 m et 1 000 m

### Championnats du monde
- 2011 à Szeged (Hongrie)
  -  Médaille d'or en K-1 500 m

- 2007 à Duisbourg (Allemagne)
  -  Médaille d'argent en K-4 1 000 m
  -  Médaille de bronze en K-1 500 m

- 2006 à Szeged (Hongrie)
  -  Médaille d'or en K-1 500 m
  -  Médaille d'argent en K-4 1 000 m
  -  Médaille d'argent en K-2 200 m

- 2005 à Zagreb (Croatie)
  -  Médaille d'argent en K-2 500 m
  -  Médaille de bronze en K-4 1 000 m
  -  Médaille de bronze en K-2 200 m

- 2003 à Gainsville (États-Unis)
  -  Médaille d'argent en K-2 200 m

- 2002 à Séville (Espagne)
  -  Médaille d'argent en K-2 500 m
  -  Médaille d'argent en K-2 200 m

- 1999 à Milan (Italie)
  -  Médaille d'or en  K-2 500 m
  -  Médaille d'argent en K-2 1 000 m
  -  Médaille d'argent en K-4 200 m
  -  Médaille de bronze en K-2 200 m